# لاگو بوراچیفرو (مونته‌روتوندو ماریتیمو)
لاگو بوراچیفرو (به ایتالیایی: Lago Boracifero) یک منطقهٔ مسکونی در ایتالیا است که در مونته‌روتوندو ماریتیمو واقع شده‌است. لاگو بوراچیفرو ۳۵ نفر جمعیت دارد و ۲۰۸ متر بالاتر از سطح دریا واقع شده‌است.